# Grünau (Leutenberg)
Grünau ist ein Ortsteil der Stadt Leutenberg im Landkreis Saalfeld-Rudolstadt in Thüringen.

## Standpunkte
Grünau ist eine grüne Ansiedlung mit Vorstadtcharakter. Am nördlichen Ausgang der Ansiedlung vereinigt sich die Sormitz mit der kleinen Sormitz und beide fließen gemeinsam in der Nähe der Bundesstraße 90 der Loquitz und mit dieser der Saale entgegen. Nur die der Stadt am nächsten stehende Häuserzeile ist nach Meinung der Bürger Grünau. Der 1907 erbaute Bahnhof Lichtentanne und das 1908 erbaute Gasthaus gehören zu Lichtentanne und weitere Gebäude zu Rauschengesees. Das waren Folgen der Kleinstaaterei in Thüringen. Jetzt sind die Folgen gelöst. Die Bahnstrecke führt nach Wurzbach und Bad Lobenstein.

## Geschichte
Grünau wurde am 30. April 1417 erstmals urkundlich erwähnt. Nach Ansicht der Einwohner war Grünau schon immer ein Wohngebiet von Leutenberg.